# هورنتشورتش
نادي هورنتشورتش لكرة القدم (بالإنجليزية: Hornchurch F.C.)‏ نادي كرة قدم إنجليزي يلعب في دوري الدرجة السادسة. تم تأسيس النادي في سنة 1923.

## وصلات خارجية
- Official site
- Forum